# 名寄ピヤシリスキー場
名寄ピヤシリスキー場（なよろピヤシリスキーじょう、英: PIYASHIRI NAYORO SNOW PARK）は、北海道名寄市にあるスキー場。この項目では「名寄市ピヤシリシャンツェ」についても記載している。

## 概要
名寄市街の北東部に位置するピヤシリ山西麓の九度山の南斜面にあり、北海道道939号日進名寄線を挟んで、宿泊施設、体育館、ピヤシリシャンツェがある。名寄市が施設を所有し、名寄振興公社が運営する公設民営方式となっている。
全日本スキー連盟 (SAJ) や日本スノーボード協会 (JSBA) 公認のスキー・スノーボードスクールがある。

## 沿革
名寄市はピヤシリ山一帯の観光開発計画として、昭和36年度の「名寄市観光第1次5ヶ年計画」をベースとした昭和45年度を初年度とする「第1次名寄市総合計画」に盛り込んだ。1970年（昭和45年）に道有林や国有林の許可を得て、陸上自衛隊第301地区施設隊の支援により、日進7線の沢の林道分岐点から7.4 kmの区間をピヤシリ観光道路として整備し、同年にスキー場整備に先立って70 m級のジャンプ台「ピヤシリシャンツェ」を開設した。翌年には『名寄ピヤシリジャンプ大会』を初開催した。スキー場の整備では民間資本の参入が見込めず、1973年（昭和48年）に第三セクター「名寄振興公社」を設立して「国設名寄ピヤシリスキー場」を開設した。1994年（平成6年）にピヤシリシャンツェにサマージャンプが可能なミディアムヒルを開設した。2001年（平成13年）にはノーマルヒルを90 m級に全面改修し、翌年プラスチック化工して人工降雪機を導入した。

## 施設

### スキー場
コース
- エキスパートC
- パノラマC
- 林間C
- ダイナミックC
- イースタンC
- スーパージャイアントC
- ジャイアントC
- スラロームC
- チャレンジC

索道
| 名称              | 定員 | 全長    | 備考 |
| ----------------- | ---- | ------- | ---- |
| 第1ペアリフト     | 2名  | 696 m   |      |
| 第2ペアリスト     | 2名  | 406 m   |      |
| 第3ペアリフト     | 2名  | 627 m   |      |
| 第4ロマンスリフト | 2名  | 1,395 m |      |

関連施設
- 体育センター ピヤシリフォレスト
- なよろ温泉サンピラー
- スキーレストラン
- ログパノラマ

### ピヤシリシャンツェ
施設
- ノーマルヒル
  - K90公認
  - アプローチ直線斜度：35度
  - ランディングバーン最高斜度：36.5度
- ミディアムヒル
  - K60公認
  - アプローチ直線斜度：30度
  - ランディングバーン最高斜度：35.5度
- リフト：224 m

## 大会実績
- 『名寄ピヤシリジャンプ大会』（1971年 - 1978年、1980年 - ）
- 『第34回国民体育大会』スキー競技（1979年）
- 『吉田杯ジャンプ大会』（1985年 - ）
- 『名寄ピヤシリサマージャンプ大会』（1995年 - 2003年）
- 『第58回国民体育大会』スキー競技（2003年）
- 『名寄サンピラー国体記念サマージャンプ大会』（2003年 - ）

## アクセス・駐車場
冬期間は名士バスがピヤシリスキー場行きバスを運行している。
- 北海道旅客鉄道（JR北海道）名寄駅から車で約25分
- 旭川から車で約110分
- 稚内から車で約180分
- 札幌から車で約210分
- 駐車場：800台